# Olympische Sommerspiele 2024/Teilnehmer (Serbien)
| Gelbes Symbol für Goldmedaillen mit stilisierten Olympischen Ringen | Graues Symbol für Silbermedaillen mit stilisierten Olympischen Ringen | Braundes Symbol für Bronzemedaillen mit stilisierten Olympischen Ringen |
| ------------------------------------------------------------------- | --------------------------------------------------------------------- | ----------------------------------------------------------------------- |
| 3                                                                   | 1                                                                     | 1                                                                       |

Serbien nahm an den Olympischen Spielen 2024 vom 26. Juli bis zum 11. August 2024 in Paris teil. Es war die insgesamt sechste Teilnahme an Olympischen Sommerspielen.

## Teilnehmer nach Sportarten

### Basketball
Als einen der beiden besten europäischen Teams der Weltmeisterschaft 2023 qualifizierten sich die serbischen Männer für die Olympischen Spiele. Die Frauen erhielten ihren Startplatz über ein Qualifikationsturnier in Belém. Auch die 3×3-Männer haben sich über die FIBA-3×3-Weltrangliste qualifizieren können.

#### Basketball
| Wettbewerb       | Frauen | Männer |
| ---------------- | --- | --- |
| Athleten         | Ivana Raca Saša Čađo Nevena Jovanović Yvonne Anderson Dragana Stanković Jovana Nogić Maša Janković Aleksandra Katanić Angela Dugalić Tina Krajišnik Mina Đorđević Nadija Smailbegović | Uroš Plavšić Filip Petrušev Nikola Jović Bogdan Bogdanović Vanja Marinković Ognjen Dobrić Nikola Jokić Vasilije Micić Marko Gudurić Dejan Davidovac Aleksa Avramović Nikola Milutinov |
| Trainer          | Marina Maljković | Svetislav Pešić |
| Gruppenphase     | Puerto Rico (58:55) China (81:59) Spanien (62:70) | Vereinigte Staaten (84:110) Puerto Rico (107:66) Südsudan (96:85) |
| Viertelfinale    | Australien (67:85) | Australien (95:90) |
| Halbfinale       | ausgeschieden | Vereinigte Staaten (91:95) |
| Spiel um Platz 3 | ausgeschieden | Deutschland (93:83) |
| Rang             | 6 | Bronze |

#### 3×3-Basketball
| Wettbewerb   | Männer |
| ------------ | --- |
| Athleten     | Marko Branković Dejan Majstorović Strahinja Stojačić Mihailo Vasić                                                             |
| Gruppenphase | Vereinigte Staaten (22−14) China (15−21) Niederlande (21−19) Frankreich (19−16) Lettland (14–21) Polen (21–12) Litauen (18–20) |
| Play-in      | Frankreich (19−22) |
| Halbfinale   | ausgeschieden |
| Finale       | ausgeschieden |
| Rang         | 5 |

### Boxen
Drei serbische Boxer hatten sich für Paris qualifizieren können. Bei den Europaspielen 2023 konnten die ersten beiden Athleten sich ihr Ticket sichern. Beim ersten internationalen Qualifikationsturnier kam mit Sara Ćirković eine weitere Boxerin hinzu.
| Athleten         | Wettbewerb       | 1. Runde   | 1. Runde | Achtelfinale  | Achtelfinale  | Viertelfinale | Viertelfinale | Halbfinale    | Halbfinale    | Finale        | Finale        | Rang |
| Athleten         | Wettbewerb       | Gegner     | Ergebnis | Gegner        | Ergebnis      | Gegner        | Ergebnis      | Gegner        | Ergebnis      | Gegner        | Ergebnis      | Rang |
| ---------------- | ---------------- | ---------- | -------- | ------------- | ------------- | ------------- | ------------- | ------------- | ------------- | ------------- | ------------- | ---- |
| Frauen           |                  |            |          |               |               |               |               |               |               |               |               |      |
| Sara Ćirković    | Klasse bis 54 kg | J. Jitpong | 1:4      | ausgeschieden | ausgeschieden | ausgeschieden | ausgeschieden | ausgeschieden | ausgeschieden | ausgeschieden | ausgeschieden | 17   |
| Nataliia Šadrina | Klasse bis 60 kg | Freilos    | Freilos  | H. Khelif     | 5:0           | Yang W.       | 2:3           | ausgeschieden | ausgeschieden | ausgeschieden | ausgeschieden | 5    |
| Männer           |                  |            |          |               |               |               |               |               |               |               |               |      |
| Wahid Abbasow    | Klasse bis 71 kg | Freilos    | Freilos  | L. Richardson | 2:3           | ausgeschieden | ausgeschieden | ausgeschieden | ausgeschieden | ausgeschieden | ausgeschieden | 9    |

### Judo
Über die IJF-Weltrangliste konnten sich sechs serbische Judokas qualifizieren. Durch die Qualifikation in den entsprechenden Gewichtsklassen kann auch ein Mixed-Team an den Start gehen.
| Frauen                                                                                       |                   |                     |         |               |               |               |               |               |               |                 |               |    |
| Milica Nikolić                                                                               | Klasse bis 48 kg  | M. Štangar          | 1:0     | L. Martínez   | 0s3:10s1      | ausgeschieden | ausgeschieden | ausgeschieden | ausgeschieden | ausgeschieden   | ausgeschieden | 9  |
| Marica Perišić                                                                               | Klasse bis 57 kg  | M. Shrestha Pradhan | 10:0    | Lien C.-l.    | 1s2:0s1       | C. Deguchi    | 0s1:1s2       | H. Funakubo   | 0s1:10s1      | ausgeschieden   | ausgeschieden | 7  |
| Milica Žabić                                                                                 | Klasse über 78 kg | A. Tavano           | 10:0    | I. Ortíz      | 10s1:0s3      | R. Hershko    | 0s1:10s1      | A. Sone       | 10:0          | R. Dicko        | 0:10          | 5  |
| Männer                                                                                       |                   |                     |         |               |               |               |               |               |               |                 |               |    |
| Strahinja Bunčić                                                                             | Klasse bis 66 kg  | Y. Nəcəfov          | 1s2:0s2 | M. Piras      | 1s2:0s1       | D. Vieru      | 0:10          | N. Emomali    | 10:0          | G. Qyrghysbajew | 0s2:1s1       | 5  |
| Nemanja Majdov                                                                               | Klasse bis 90 kg  | Freilos             | Freilos | T. Tselidis   | 0s3:10s1      | ausgeschieden | ausgeschieden | ausgeschieden | ausgeschieden | ausgeschieden   | ausgeschieden | 9  |
| Aleksandar Kukolj                                                                            | Klasse bis 100 kg | Z. Vég              | 0s1:1s2 | ausgeschieden | ausgeschieden | ausgeschieden | ausgeschieden | ausgeschieden | ausgeschieden | ausgeschieden   | ausgeschieden | 17 |
| Mixed                                                                                        |                   |                     |         |               |               |               |               |               |               |                 |               |    |
| Milica Nikolić Marica Perišić Milica Žabić Strahinja Bunčić Nemanja Majdov Aleksandar Kukolj | Mixed Team        | Freilos             | Freilos | Niederlande   | 4:2           | Japan         | 1:4           | Brasilien     | 1:4           | ausgeschieden   | ausgeschieden | 7  |

### Kanu
Bei den Weltmeisterschaften 2023 konnten sich drei serbische Boote für die Olympischen Spiele qualifizieren.

#### Kanurennsport
| Athleten                                                                | Wettbewerb | Vorlauf     | Vorlauf | Viertelfinale | Viertelfinale | Halbfinale  | Halbfinale | A/B-Finale    | A/B-Finale    | Rang |
| Athleten                                                                | Wettbewerb | Zeit        | Rang    | Zeit          | Rang          | Zeit        | Rang       | Zeit          | Rang          | Rang |
| ----------------------------------------------------------------------- | ---------- | ----------- | ------- | ------------- | ------------- | ----------- | ---------- | ------------- | ------------- | ---- |
| Frauen                                                                  |            |             |         |               |               |             |            |               |               |      |
| Milica Novaković                                                        | K1 500 m   | 1:50,37 min | 2       | —             | —             | 1:50,42 min | 3          | 1:51,55 min   | 1             | 9    |
| Anastazija Bajuk Marija Dostanić Milica Novaković Dunja Stanojev        | K4 500 m   | 1:36,40 min | 5       | —             | —             | 1:35,25 min | 3          | ausgeschieden | ausgeschieden | 9    |
| Männer                                                                  |            |             |         |               |               |             |            |               |               |      |
| Marko Dragosavljević Marko Novaković                                    | K2 500 m   | 1:30,71 min | 4       | 1:28,57 min   | 2             | 1:30,20 min | 7          | 1:31,50 min   | 3             | 11   |
| Anđelo Džombeta Vladimir Torubarov                                      | K2 500 m   | 1:34,22 min | 5       | 1:29,46 min   | 4             | 1:34,65 min | 8          | 1:35:00 min   | 8             | 16   |
| Marko Dragosavljević Anđelo Džombeta Marko Novaković Vladimir Torubarov | K4 500 m   | 1:20,99 min | 1       | —             | —             | 1:19,91 min | 2          | 1:21,52 min   | 6             | 6    |

### Leichtathletik
Vier serbische Leichtathletinnen konnten die Olympianormen des Weltverbandes erreichen.
Laufen und Gehen
| Athleten    | Wettbewerb | Qualifikation | Qualifikation | Finale        | Finale        | Rang |
| Athleten    | Wettbewerb | Zeit          | Rang          | Zeit          | Rang          | Rang |
| ----------- | ---------- | ------------- | ------------- | ------------- | ------------- | ---- |
| Männer      |            |               |               |               |               |      |
| Elzan Bibić | 5000 m     | 14:14,46 min  | 32            | ausgeschieden | ausgeschieden | 32   |

Springen und Werfen
| Athleten          | Wettbewerb  | Qualifikation | Qualifikation | Finale        | Finale        | Rang |
| Athleten          | Wettbewerb  | Weite/Höhe    | Rang          | Weite/Höhe    | Rang          | Rang |
| ----------------- | ----------- | ------------- | ------------- | ------------- | ------------- | ---- |
| Frauen            |             |               |               |               |               |      |
| Angelina Topić    | Hochsprung  | 1,92 m        | 12            | DNS           | DNS           | 12   |
| Milica Gardašević | Weitsprung  | 6,48 m        | 18            | ausgeschieden | ausgeschieden | 18   |
| Ivana Španović    | Weitsprung  | 6,51 m        | 16            | ausgeschieden | ausgeschieden | 16   |
| Adriana Vilagoš   | Speerwurf   | 60,49 m       | 13            | ausgeschieden | ausgeschieden | 13   |
| Männer            |             |               |               |               |               |      |
| Armin Sinančević  | Kugelstoßen | 19,31 m       | 24            | ausgeschieden | ausgeschieden | 24   |

### Radsport
Über die UCI-Straßen-Weltrangliste nach Nationen erhielt Serbien jeweils einen Quotenplatz für die Straßenrennen der Männer und Frauen. Bei den Männern profitierte man dabei von der Neuverteilung ungenutzter Quotenplätze.

#### Straße
| Athleten    | Wettbewerb    | Zeit      | Rang |
| ----------- | ------------- | --------- | ---- |
| Frauen      |               |           |      |
| Jelena Erić | Straßenrennen | 4:10:47 h | 66   |
| Männer      |               |           |      |
| Ognjen Ilić | Straßenrennen | 6:39:27 h | 64   |

### Ringen
Bei den Weltmeisterschaften 2023 im heimischen Belgrad konnten Quotenplätze in drei Wettbewerben erreicht werden. Beim europäischen Qualifikationsturnier in Baku kam ein weiterer Startplatz in der Gewichtsklasse bis 87 kg (griechisch-römisch) hinzu. Auch beim finalen Qualifikationsturnier in Istanbul konnte ein Quotenplatz erreicht werden.

#### Freier Stil
Legende: G = Gewonnen, V = Verloren, S = Schultersieg
| Athleten       | Wettbewerb       | Achtelfinale | Achtelfinale | Viertelfinale | Viertelfinale | Halbfinale | Halbfinale | Hoffnungsrunde Halbfinale | Hoffnungsrunde Halbfinale | Hoffnungsrunde Finale | Hoffnungsrunde Finale | Finale | Finale   | Rang |
| Athleten       | Wettbewerb       | Gegner       | Ergebnis     | Gegner        | Ergebnis      | Gegner     | Ergebnis   | Gegner                    | Ergebnis                  | Gegner                | Ergebnis              | Gegner | Ergebnis | Rang |
| -------------- | ---------------- | ------------ | ------------ | ------------- | ------------- | ---------- | ---------- | ------------------------- | ------------------------- | --------------------- | --------------------- | ------ | -------- | ---- |
| Männer         |                  |              |              |               |               |            |            |                           |                           |                       |                       |        |          |      |
| Chetag Zabolow | Klasse bis 74 kg | I. Mahdavi   | 10:0         | D. Takatani   | 0:10          | —          | —          | G. Caballero              | 5:0                       | K. Dake               | 4:10                  | —      | —        | 5    |

#### Griechisch-römischer Stil
| Athleten          | Wettbewerb       | Erste Runde | Erste Runde | Achtelfinale  | Achtelfinale  | Viertelfinale | Viertelfinale | Halbfinale    | Halbfinale    | Hoffnungsrunde Halbfinale | Hoffnungsrunde Halbfinale | Hoffnungsrunde Finale | Hoffnungsrunde Finale | Finale        | Finale        | Rang |
| Athleten          | Wettbewerb       | Gegner      | Ergebnis    | Gegner        | Ergebnis      | Gegner        | Ergebnis      | Gegner        | Ergebnis      | Gegner                    | Ergebnis                  | Gegner                | Ergebnis              | Gegner        | Ergebnis      | Rang |
| ----------------- | ---------------- | ----------- | ----------- | ------------- | ------------- | ------------- | ------------- | ------------- | ------------- | ------------------------- | ------------------------- | --------------------- | --------------------- | ------------- | ------------- | ---- |
| Männer            |                  |             |             |               |               |               |               |               |               |                           |                           |                       |                       |               |               |      |
| Georgij Tibilov   | Klasse bis 60 kg | E. Başar    | 7:8         | ausgeschieden | ausgeschieden | ausgeschieden | ausgeschieden | ausgeschieden | ausgeschieden | ausgeschieden             | ausgeschieden             | ausgeschieden         | ausgeschieden         | ausgeschieden | ausgeschieden | 12   |
| Mate Nemeš        | Klasse bis 67 kg | —           | —           | P. Nassibow   | 2:3           | —             | —             | —             | —             | A. Ismailow               | 0:8                       | ausgeschieden         | ausgeschieden         | ausgeschieden | ausgeschieden | 8    |
| Alexander Komarow | Klasse bis 87 kg | —           | —           | P. Jacobson   | 10:0          | D. Losonczi   | 2:2           | ausgeschieden | ausgeschieden | ausgeschieden             | ausgeschieden             | ausgeschieden         | ausgeschieden         | ausgeschieden | ausgeschieden | 10   |
| Mikheil Kajaia    | Klasse bis 97 kg | —           | —           | M. Gabr       | 1:6           | ausgeschieden | ausgeschieden | ausgeschieden | ausgeschieden | ausgeschieden             | ausgeschieden             | ausgeschieden         | ausgeschieden         | ausgeschieden | ausgeschieden | 14   |

### Rudern
Bei den Weltmeisterschaften 2023 im heimischen Belgrad konnte ein Startplatz für den Einer der Frauen erfahren werden. Die Qualifikation im Doppelzweier der Männer gelang bei der finalen Qualifikationsregatta in Luzern.
| Athleten                        | Wettbewerb   | Vorlauf     | Vorlauf | Vorlauf       | Hoffnungslauf / Viertelfinale | Hoffnungslauf / Viertelfinale | Hoffnungslauf / Viertelfinale | Halbfinale  | Halbfinale | Halbfinale    | Finale      | Finale | Rang |
| Athleten                        | Wettbewerb   | Zeit        | Rang    | Qualifikation | Zeit                          | Rang                          | Qualifikation                 | Zeit        | Rang       | Qualifikation | Zeit        | Rang   | Rang |
| ------------------------------- | ------------ | ----------- | ------- | ------------- | ----------------------------- | ----------------------------- | ----------------------------- | ----------- | ---------- | ------------- | ----------- | ------ | ---- |
| Frauen                          |              |             |         |               |                               |                               |                               |             |            |               |             |        |      |
| Jovana Arsić                    | Einer        | 7:48,29 min | 3       | Viertelfinale | 7:56,18 min                   | 5                             | C/D-Halbfinale                | 7:44,60 min | 1          | C-Finale      | 7:26,09 min | 1      | 13   |
| Männer                          |              |             |         |               |                               |                               |                               |             |            |               |             |        |      |
| Martin Mačković Nikolaj Pimenov | Doppelzweier | 6:17,36 min | 4       | Hoffnungslauf | 6:31,54 min                   | 1                             | Halbfinale                    | 6:17,35 min | 4          | B-Finale      | 6:13,85 min | 1      | 7    |

### Schießen
| Athleten                    | Wettbewerb                                 | Qualifikation   | Qualifikation | Finale          | Finale        |
| Athleten                    | Wettbewerb                                 | Ringe/ Scheiben | Rang          | Ringe/ Scheiben | Rang          |
| --------------------------- | ------------------------------------------ | --------------- | ------------- | --------------- | ------------- |
| Frauen                      |                                            |                 |               |                 |               |
| Zorana Arunović             | 10 m Luftpistole                           | 575             | 10            | ausgeschieden   | ausgeschieden |
| Männer                      |                                            |                 |               |                 |               |
| Damir Mikec                 | 10 m Luftpistole                           | 584             | 1             | 136,9           | 7             |
| Lazar Kovačević             | 10 m Luftgewehr                            | 625,5           | 37            | ausgeschieden   | ausgeschieden |
| Lazar Kovačević             | 50 m Kleinkalibergewehr Dreistellungskampf | 592             | 5             | 407,4           | 8             |
| Mixed                       |                                            |                 |               |                 |               |
| Zorana Arunović Damir Mikec | 10 m Luftpistole                           | 581             | 2             | Türkei 16:14    | Gold          |

### Schwimmen
Die olympischen Normzeiten des Weltverbandes konnte lediglich Andrej Barna in zwei Wettbewerben und Velimir Stjepanović in einem Wettbewerb erreichen. Die zusätzlichen Qualifikationen kamen durch die olympischen Basiszeiten bzw. durch Universalstartplätze. Zudem qualifizierte sich die Staffel der Männer über 4 × 100 m Freistil als eine der 13 zeitschnellsten Staffeln, bei den Weltmeisterschaften 2023 und den Weltmeisterschaften 2024.
| Athleten                                                    | Wettbewerb          | Vorlauf     | Vorlauf | Halbfinale    | Halbfinale    | Finale        | Finale        | Rang |
| Athleten                                                    | Wettbewerb          | Zeit        | Rang    | Zeit          | Rang          | Zeit          | Rang          | Rang |
| ----------------------------------------------------------- | ------------------- | ----------- | ------- | ------------- | ------------- | ------------- | ------------- | ---- |
| Frauen                                                      |                     |             |         |               |               |               |               |      |
| Anja Crevar                                                 | 200 m Schmetterling | 2:18,46 min | 17      | ausgeschieden | ausgeschieden | ausgeschieden | ausgeschieden | 17   |
| Anja Crevar                                                 | 400 m Lagen         | 4:49,16 min | 16      | ausgeschieden | ausgeschieden | ausgeschieden | ausgeschieden | 16   |
| Männer                                                      |                     |             |         |               |               |               |               |      |
| Andrej Barna                                                | 50 m Freistil       | 22,19 s     | 30      | ausgeschieden | ausgeschieden | ausgeschieden | ausgeschieden | 30   |
| Andrej Barna                                                | 100 m Freistil      | 48,34 s     | 10      | 48,11 s       | 14            | ausgeschieden | ausgeschieden | 14   |
| Velimir Stjepanović                                         | 100 m Freistil      | 48,40 s     | 13      | 48,78 s       | 16            | ausgeschieden | ausgeschieden | 16   |
| Velimir Stjepanović                                         | 200 m Freistil      | 1:47,56 min | 18      | ausgeschieden | ausgeschieden | ausgeschieden | ausgeschieden | 18   |
| Nikola Aćin Andrej Barna Justin Cvetkov Velimir Stjepanović | 4 × 100 m Freistil  | 3:14,68 min | 11      | —             | —             | ausgeschieden | ausgeschieden | 11   |

### Taekwondo
Über die olympische Rangliste qualifizierte sich Aleksandra Perišić im Mittelgewicht der Frauen. Über das europäische Qualifikationsturnier in Sofia konnten sich zudem Lev Korneev und Stefan Takov einen Startplatz erkämpfen.
| Athleten           | Wettbewerb       | Qualifikation | Qualifikation | Achtelfinale   | Achtelfinale | Viertelfinale | Viertelfinale | Hoffnungsrunde Halbfinale | Hoffnungsrunde Halbfinale | Halbfinale    | Halbfinale    | Hoffnungsrunde Finale | Hoffnungsrunde Finale | Finale        | Finale        | Rang   |
| Athleten           | Wettbewerb       | Gegner        | Ergebnis      | Gegner         | Ergebnis     | Gegner        | Ergebnis      | Gegner                    | Ergebnis                  | Gegner        | Ergebnis      | Gegner                | Ergebnis              | Gegner        | Ergebnis      | Rang   |
| ------------------ | ---------------- | ------------- | ------------- | -------------- | ------------ | ------------- | ------------- | ------------------------- | ------------------------- | ------------- | ------------- | --------------------- | --------------------- | ------------- | ------------- | ------ |
| Frauen             |                  |               |               |                |              |               |               |                           |                           |               |               |                       |                       |               |               |        |
| Aleksandra Perišić | Klasse bis 67 kg | —             | —             | O. Sobirjonova | 2:1          | S. Tongchan   | 2:0           | —                         | —                         | Song J.       | 2:0           | —                     | —                     | V. Márton     | 0:2           | Silber |
| Männer             |                  |               |               |                |              |               |               |                           |                           |               |               |                       |                       |               |               |        |
| Lev Korneev        | Klasse bis 58 kg | B. Diop       | 2:0           | M. K. Jendoubi | 0:2          | ausgeschieden | ausgeschieden | ausgeschieden             | ausgeschieden             | ausgeschieden | ausgeschieden | ausgeschieden         | ausgeschieden         | ausgeschieden | ausgeschieden | 11     |
| Stefan Takov       | Klasse bis 80 kg | Freilos       | Freilos       | F. Sawadogo    | 0:2          | ausgeschieden | ausgeschieden | ausgeschieden             | ausgeschieden             | ausgeschieden | ausgeschieden | ausgeschieden         | ausgeschieden         | ausgeschieden | ausgeschieden | 11     |

### Tennis
Über die ATP-Rangliste qualifizierten sich zwei serbische Tennisspieler für die im Stade Roland Garros ausgetragenen Wettbewerbe.
| Athleten      | Wettbewerb | 1. Runde    | 1. Runde       | 2. Runde      | 2. Runde      | Achtelfinale  | Achtelfinale  | Viertelfinale | Viertelfinale | Halbfinale    | Halbfinale    | Finale / Platz 3 | Finale / Platz 3 | Rang |
| Athleten      | Wettbewerb | Gegner      | Ergebnis       | Gegner        | Ergebnis      | Gegner        | Ergebnis      | Gegner        | Ergebnis      | Gegner        | Ergebnis      | Gegner           | Ergebnis         | Rang |
| ------------- | ---------- | ----------- | -------------- | ------------- | ------------- | ------------- | ------------- | ------------- | ------------- | ------------- | ------------- | ---------------- | ---------------- | ---- |
| Männer        |            |             |                |               |               |               |               |               |               |               |               |                  |                  |      |
| Novak Đoković | Einzel     | M. Ebden    | 6:0, 6:1       | R. Nadal      | 6:1, 6:4      | D. Koepfer    | 7:5, 6:3      | S. Tsitsipas  | 6:3, 7:63     | L. Musetti    | 6:4, 6:2      | C. Alcaraz       | 7:63, 7:62       | Gold |
| Dušan Lajović | Einzel     | M. Marterer | 3:6, 7:66, 3:6 | ausgeschieden | ausgeschieden | ausgeschieden | ausgeschieden | ausgeschieden | ausgeschieden | ausgeschieden | ausgeschieden | ausgeschieden    | ausgeschieden    | 33   |

### Tischtennis
Über die ITTF-Weltrangliste qualifizierte sich Izabela Lupulesku für den Einzelwettbewerb der Frauen.
| Athleten          | Wettbewerb | 1. Runde | 1. Runde | 2. Runde | 2. Runde | 3. Runde      | 3. Runde      | Achtelfinale  | Achtelfinale  | Viertelfinale | Viertelfinale | Halbfinale    | Halbfinale    | Finale / Platz 3 | Finale / Platz 3 | Rang |
| Athleten          | Wettbewerb | Gegner   | Erg.     | Gegner   | Erg.     | Gegner        | Erg.          | Gegner        | Erg.          | Gegner        | Erg.          | Gegner        | Erg.          | Gegner           | Erg.             | Rang |
| ----------------- | ---------- | -------- | -------- | -------- | -------- | ------------- | ------------- | ------------- | ------------- | ------------- | ------------- | ------------- | ------------- | ---------------- | ---------------- | ---- |
| Frauen            |            |          |          |          |          |               |               |               |               |               |               |               |               |                  |                  |      |
| Izabela Lupulesku | Einzel     | Freilos  | Freilos  | A. Díaz  | 0:4      | ausgeschieden | ausgeschieden | ausgeschieden | ausgeschieden | ausgeschieden | ausgeschieden | ausgeschieden | ausgeschieden | ausgeschieden    | ausgeschieden    | 33   |

### Volleyball
Über das olympische Qualifikationsturnier in Ningbo erhielten die serbischen Frauen einen Startplatz im olympischen Turnier. Die Männer qualifizierten sich über ihre Position in der Weltrangliste.
| Wettbewerb      | Frauen | Männer |
| --------------- | --- | --- |
| Athleten        | Maja Aleksić Tijana Bošković Bianka Buša Bojana Drča Aleksandra Jegdić Hena Kurtagić Katarina Lazović Sara Lozo Bojana Milenković Maja Ognjenović Jovana Stevanović Aleksandra Uzelac | Aleksandar Atanasijević Marko Ivović Nikola Jovović Milorad Kapur Uroš Kovačević Petar Krsmanović Miran Kujundžić Drazen Luburić Aleksandar Nedeljković Pavle Perić Marko Podraščanin Vuk Todorović |
| P-Akkreditierte | Ana Bjelica | Nemanja Mašulović |
| Trainer         | Giovanni Guidetti | Igor Kolaković |
| Gruppenphase    | Frankreich 3:0 (25:17, 25:17, 25:22) Vereinigte Staaten 2:3 (17:25, 20:25, 25:20, 25:14, 15:17) China 1:3 (25:21, 20:25, 22:25, 27:29)                                                | Frankreich 2:3 (25:23, 17:25, 17:25, 25:21, 6:15) Slowenien 0:3 (21:25; 19:25, 19:25) Kanada 3:2 (16:25, 22:25, 26:24, 25:19, 18:16)                                                                |
| Viertelfinale   | Italien 0:3 (24:26, 20:25, 20:25) | ausgeschieden |
| Halbfinale      | ausgeschieden | ausgeschieden |
| Finale          | ausgeschieden | ausgeschieden |
| Rang            | 7. Platz | 9. Platz |

### Wasserball
Durch ihr Abschneiden bei den Wasserball-Weltmeisterschaften 2024 erhielten die serbischen Männer ein Ticket für die Olympischen Spiele.
| Wettbewerb    | Männer |
| ------------- | --- |
| Athleten      | Radoslav Filipović Dušan Mandić Strahinja Rašović Sava Ranđelović Miloš Ćuk Nikola Dedović Radomir Drašović Nikola Jakšić Nemanja Vico Nemanja Ubović Viktor Rašović Petar Jakšić Vladimir Mišović |
| Trainer       | Uroš Stevanović |
| Gruppenphase  | Japan (16:15) Australien (3:8) Spanien (11:15) Frankreich (15:8) Ungarn (13:17) |
| Viertelfinale | Griechenland (12:11) |
| Halbfinale    | Vereinigte Staaten (10:6) |
| Finale        | Kroatien (13:11) |
| Rang          | Gold |